# Podmiot gospodarczy
Podmiot gospodarczy – polski termin prawny oznaczający każdego aktywnego uczestnika procesów gospodarczych, niezależnie od formy organizacyjnej, którego decyzje i działania wywołują skutki ekonomiczne. Celem istnienia podmiotu gospodarczego było prowadzenie działalności gospodarczej.
Termin ten wywodzi się z przepisów ustawy o działalności gospodarczej z 1988 r., na mocy której zastąpił wcześniejsze  pojęcie jednostki gospodarczej. Miał on za zadanie określać każdego uczestnika działalności gospodarczej, m.in. osoby fizyczne wykonujące działalność gospodarczą, przedsiębiorstwa państwowe, spółdzielnie oraz spółki handlowe. W okresie międzywojennym funkcję tę sprawował termin „kupiec”. W związku z upaństwowieniem gospodarki po wojnie to pojęcie stało się zbędne. Gdy od połowy lat 80. następowały zmiany, zaproponowano neutralny termin – „podmiot gospodarczy” – który nie miał kapitalistycznych konotacji i był akceptowany przez Polską Zjednoczoną Partię Robotniczą.
W związku z rozpoczęciem procesu akcesji do Unii Europejskiej w latach 90. XX wieku nastąpiła konieczność przetłumaczenia polskich ustaw na języki państw UE. Termin „podmiot gospodarczy” był często nieprzetłumaczalny inaczej niż metodą opisową. Ustawa z 19 listopada 1999 zamieniła termin „podmiot gospodarczy” pojęciem przedsiębiorcy, ale posiada ono w prawie polskim kilka różniących się istotnie między sobą definicji. Obecnie pojęcia podmiotu gospodarczego używa się niekiedy zamiennie z pojęciem przedsiębiorcy w rozumieniu kodeksu cywilnego, dla jego odróżnienia od znacznie węższego znaczeniowo pojęcia przedsiębiorcy w rozumieniu ustawy Prawo przedsiębiorców. Pojęcie „podmiot gospodarczy” nie zostało wyeliminowane całkowicie z polskiego porządku prawnego; występuje także w prawie Unii Europejskiej.
W Polsce podmiot gospodarczy prowadzi działalność w określonej formie prawnej, którą może być działalność jednoosobowa, spółka osobowa lub spółka kapitałowa. Możliwe są zmiany formy prowadzenia działalności w formie przekształcenia, regulowanego przez Kodeks spółek handlowych.